# Massa (Toskana)
Massa ist eine italienische Stadt mit 65.992 Einwohnern (Stand 31. Dezember 2023) in der Toskana. Sie ist die Hauptstadt der Provinz Massa-Carrara.

## Geografie

Lage der Gemeinde in der Provinz Massa-Carrara

### Lage und Nachbargemeinden
Massa liegt etwa 115 km westlich von Florenz und erstreckt sich von der ligurischen Küste bis in die Apuanischen Alpen. Den höchsten Punkt der Gemeinde bildet der Monte Tambura mit 1890 m über dem Meeresspiegel. Etwa die Hälfte des Gemeindegebiets liegt in der Küstenebene, die andere Hälfte bilden Hügel- und Bergland. Massa ist Sitz des römisch-katholischen Bistums Massa Carrara-Pontremoli und liegt an der Via Francigena, der alten Pilgerstraße von England nach Rom.
Direkt nördlich von Massa liegt die Stadt Carrara. Die anderen Nachbargemeinden sind Fivizzano, Minucciano (LU), Montignoso, Seravezza (LU), Stazzema (LU) und Vagli Sotto (LU).

### Stadtgliederung

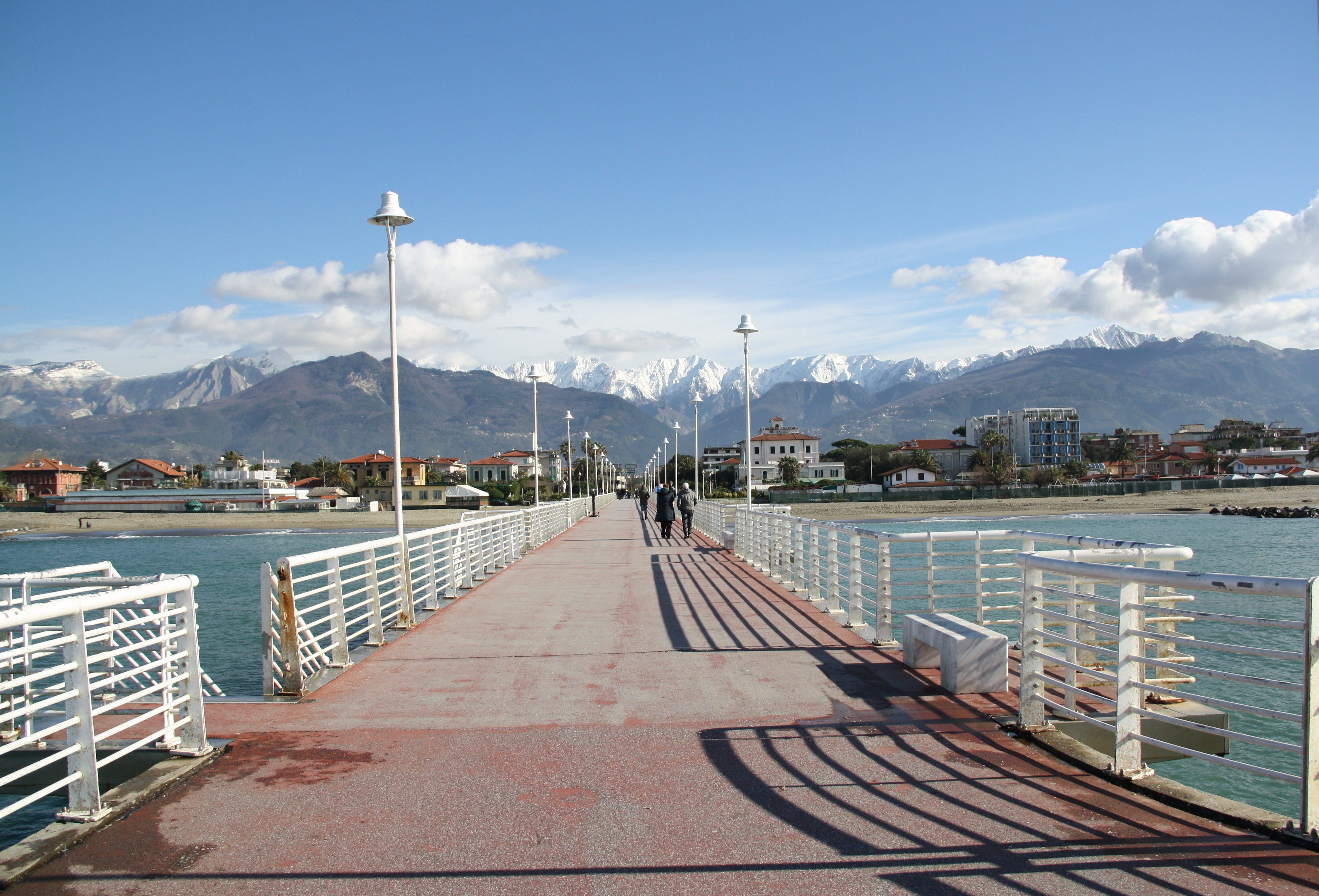
Marina di Massa

Massa ist in fünf Verwaltungsbezirke (circoscrizioni) eingeteilt.
1. Zona Montana
2. Destra Frigido
3. Centro Città
4. Largo Viale Roma
5. Marina di Massa

Die zahlreichen Fraktionen (Ortsteile) sind zum Teil Stadtteile von Massa und Marina di Massa, zum Teil Dörfer im Gebirge:
Altagnana, Alteta, Antona, Baita, Bargana, Bergiola, Borgo del Ponte, Bozzone, Caglieglia, Campareccia, Canevara, Capaccola, i Capuccini, Casette, Castagnara, Castagnetola, Castagnola, Cervara, Cinque Vie, Ciremea, Codupino, Cupido, Forno, Le Grazie, Gronda, Grondini, Guadine, Le Iare, Lavacchio, Marina di Massa, Mirteto, Monte Pepe, Ortola, Pariana, La Partaccia, Pian della Fioba, Poggiolo, Poggioletto, il Ponte, Poveromo, Poveromo Macchie, Quercioli, Redicesi, Resceto, Ricortola, Rinchiostra, Rocca, Romagnano, Ronchi, San Carlo Terme, San Cristoforo, Santa Lucia, Il Santo, Sei ponti, Turano, Vergheto, Volpigliano, Zecca.
Zur Zeit des italienischen Faschismus wurde Massa 1938 mit den Städten Carrara und Montignoso zur Gemeinde Apuania zusammengefasst. Die Gemeinde wurde 1946 wieder aufgelöst, seitdem ist Massa wieder selbständig.

## Geschichte

### Vorfälle
Am 1. Februar 2025 riss ein Sturm ein ankerndes Frachtschiff los und ließ es vor Marina di Massa auf Grund laufen. Geladen hat die 100 m lange nn – registriert in nn, mit Mannschaft aus der Ukraine – Bruchsteine und 118 t Treibstoff.

## Altstadt
Die Altstadt von Massa liegt etwa zweieinhalb Kilometer von der Küste entfernt am Fluss Frigido, der beim Seebad Marina di Massa in das Tyrrhenische Meer mündet.
Zum historischen Massa gehören der von der Burg dominierte Ortskern der Oberstadt sowie die im 16. Jahrhundert angelegte Unterstadt mit dem Dom, der auf eine Kirche von 1389 zurückgeht. Das Zentrum ist die von Orangenbäumen gesäumte Piazza degli Aranci. An der Südseite des Platzes steht der Palazzo Cybo-Malaspina (oder auch Palazzo Ducale) mit einer in barocker Manier rot-weiß akzentuierten Fassade, weshalb er auch Palazzo Rosso genannt wird. Das imposante Bauwerk aus dem Cinquecento zeugt von der einstigen Stadtherrschaft der Malaspina-Familie und ist heute Sitz der Regierung der Provinz Massa-Carrara. Oberhalb der Stadt befindet sich die Burg, die einst Sitz der Markgrafschaft Massa der Otbertiner und ihrer Nachfahren aus dem Hause Malaspina war. Von 1663 bis 1859 bestand das Herzogtum Massa und Carrara, das von der Familie Cybo-Malaspina regiert wurde und 1790 über das Haus Este an das Haus Österreich-Este fiel. Mit dem Risorgimento kam das Herzogtum erst an das Königreich Sardinien und dann an den neuen Einheitsstaat des Königreichs Italien.

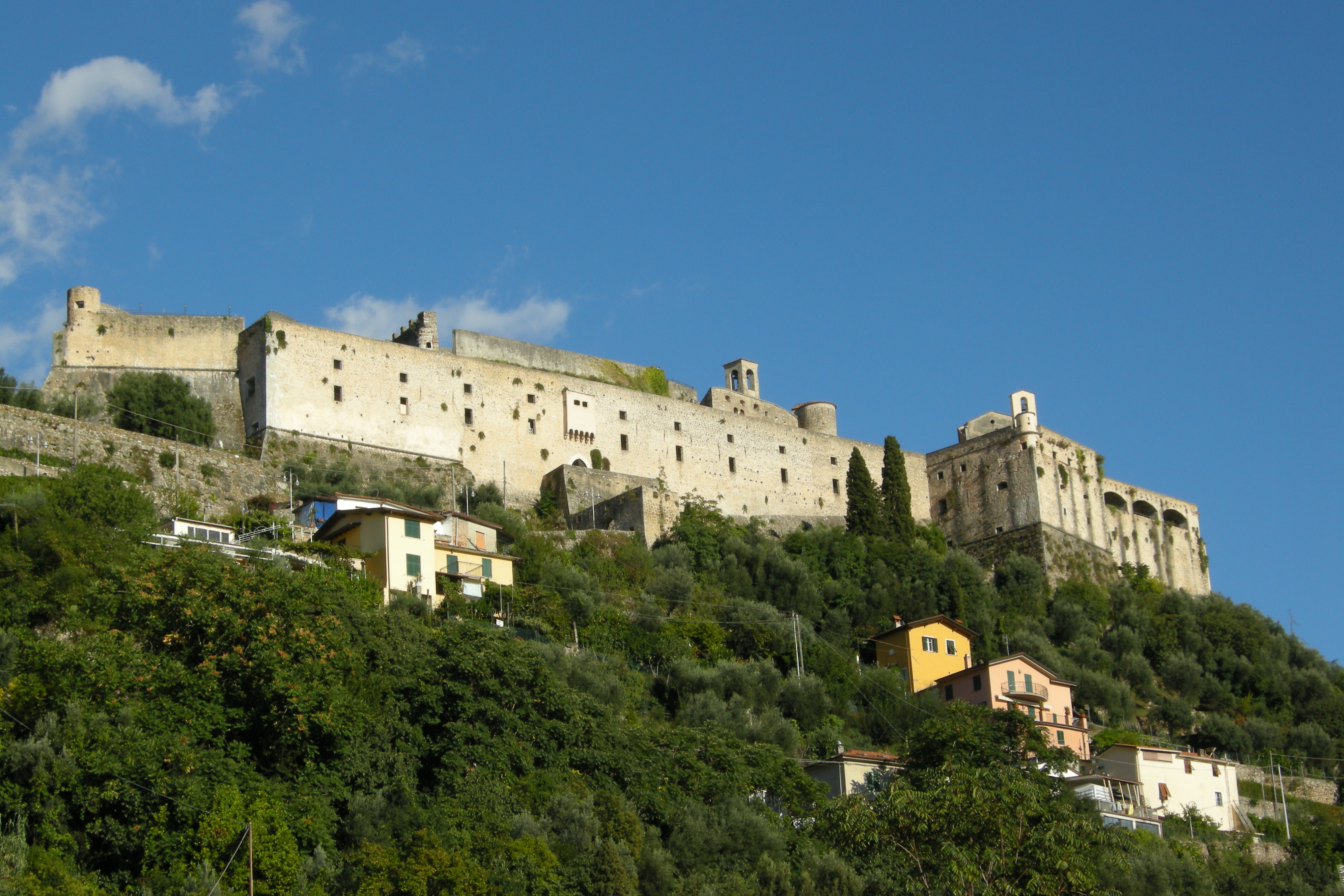
Die Burg Rocca Malaspina
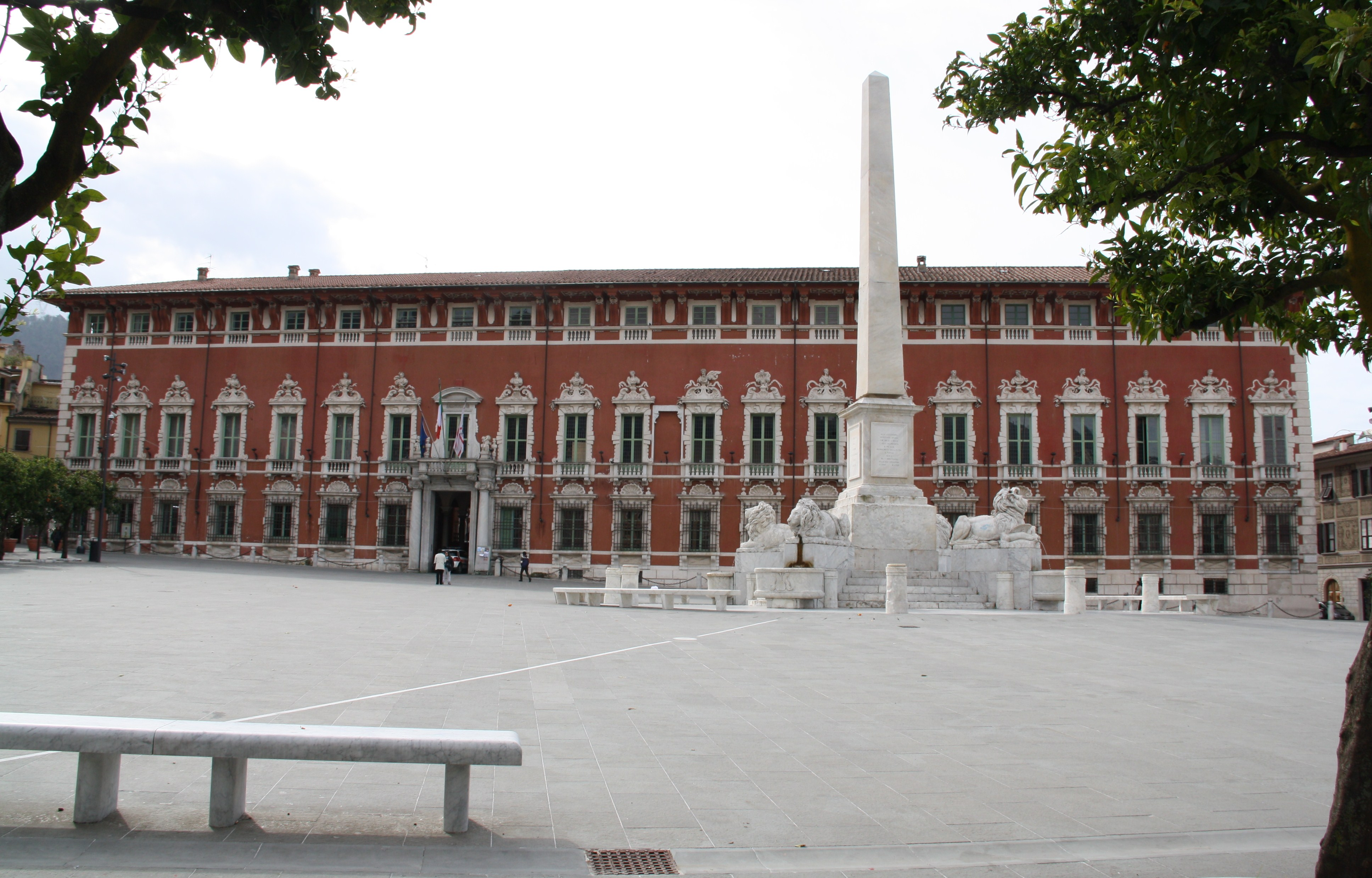
Piazza degli Aranci mit dem Palazzo Ducale
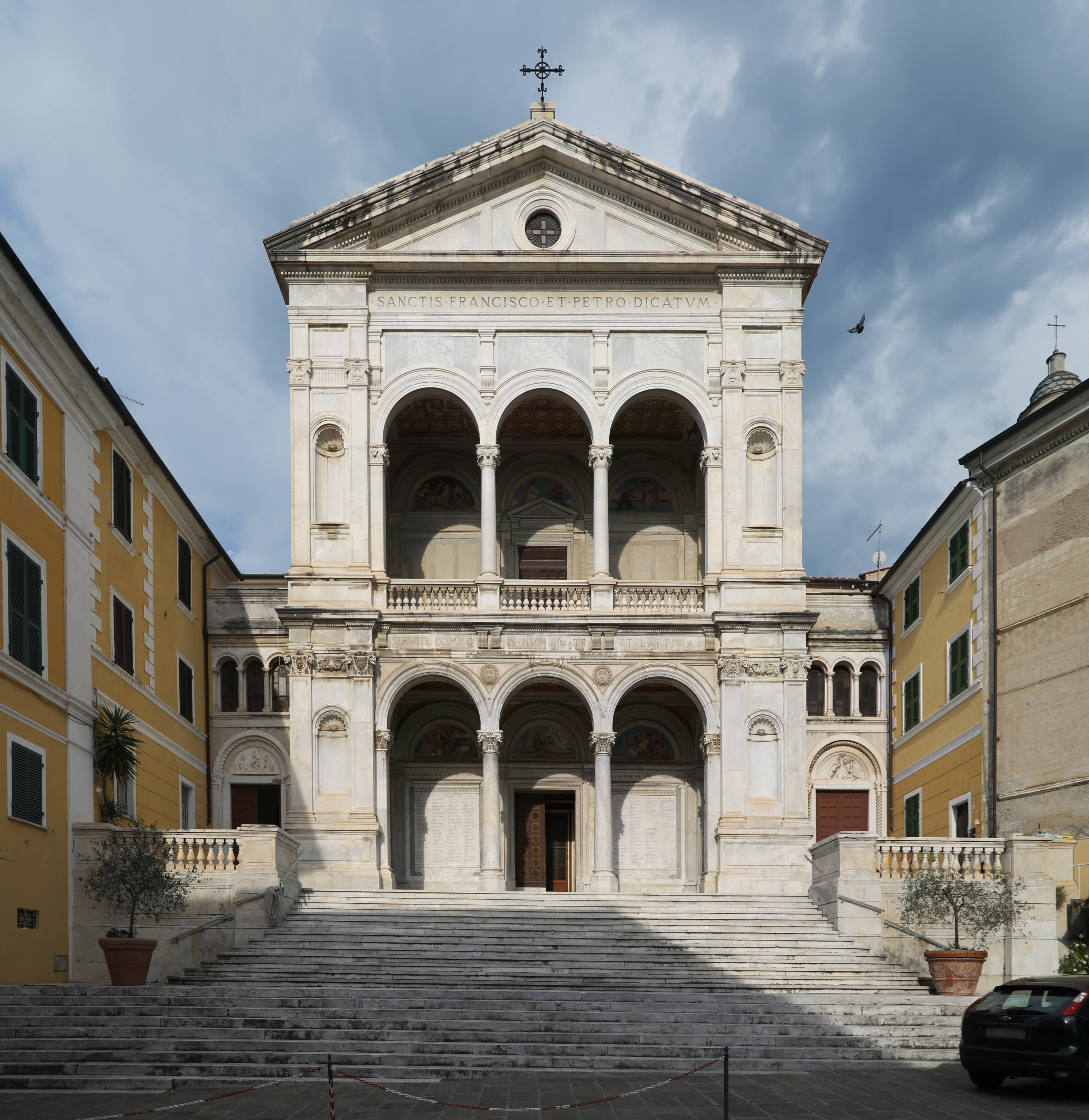
Der Dom
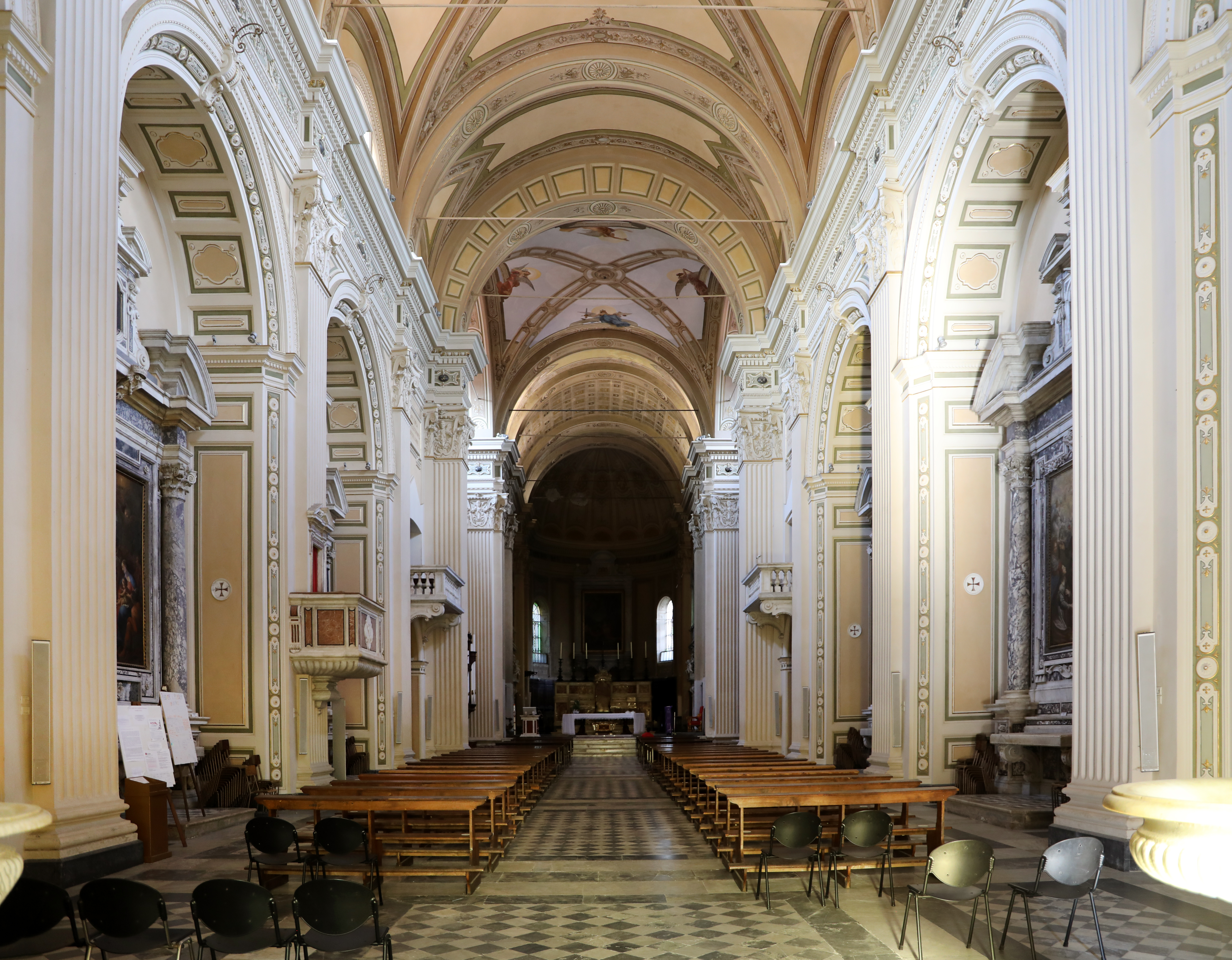
Inneres des Doms
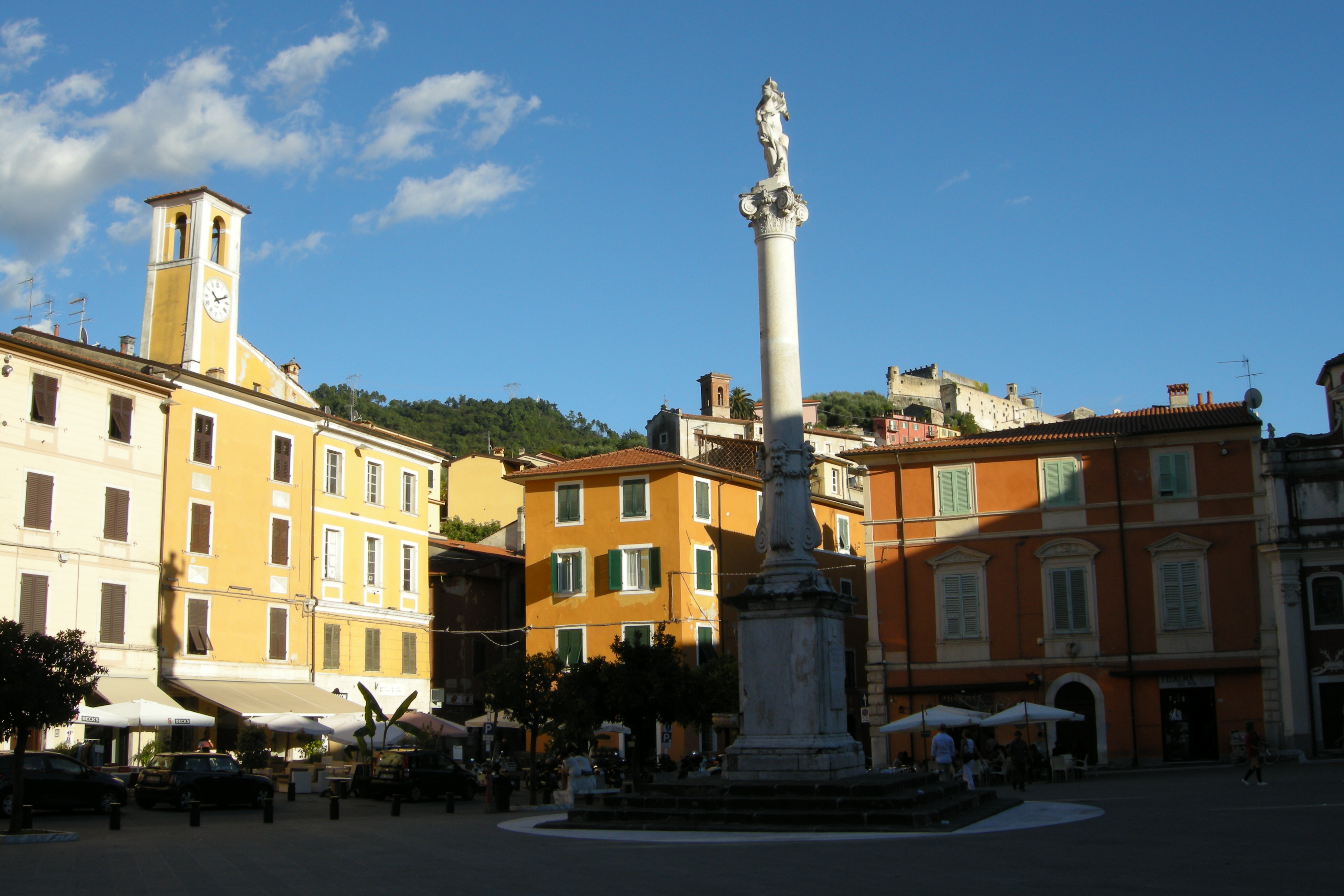
Piazza Mercurio
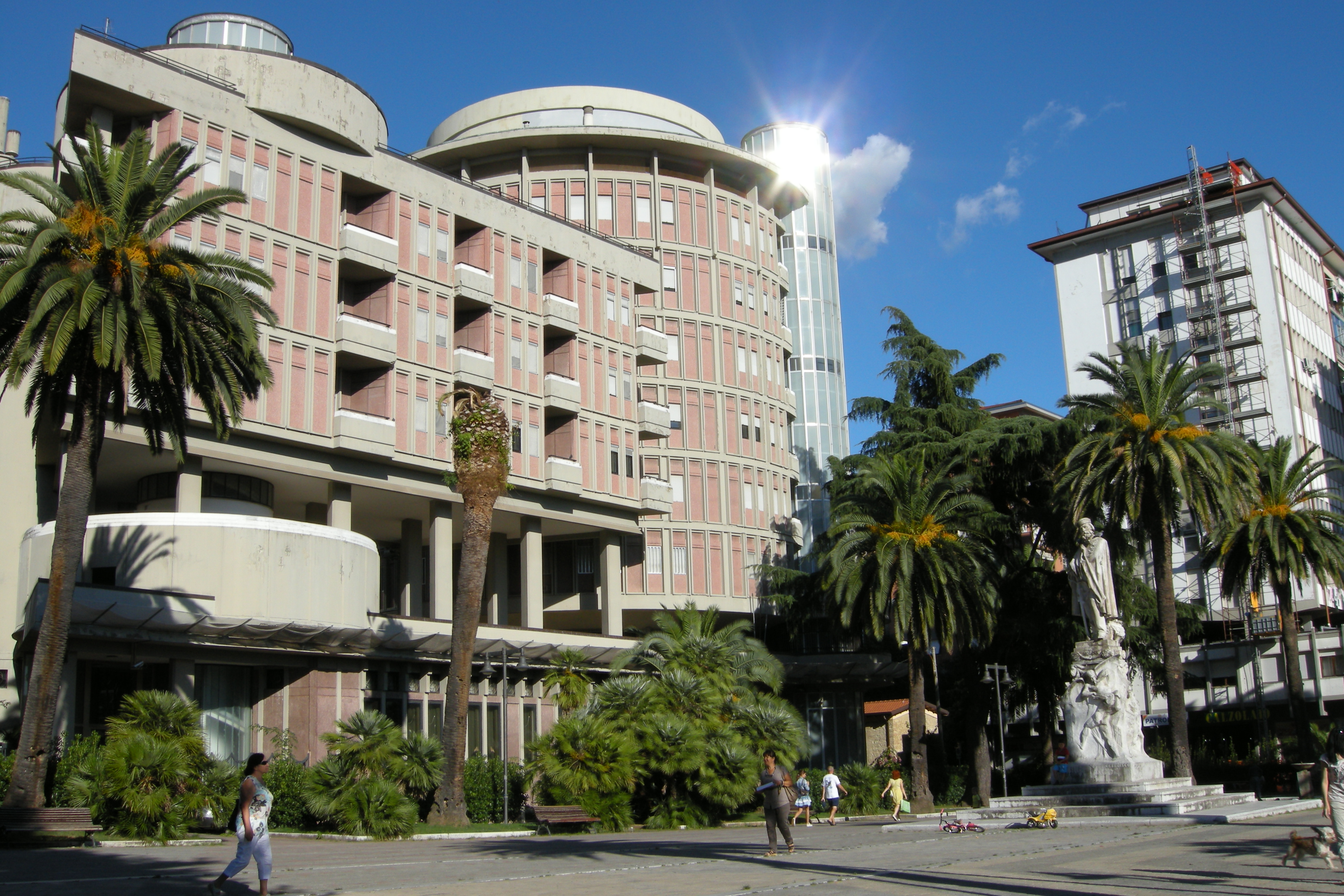
Piazza Giuseppe Garibaldi
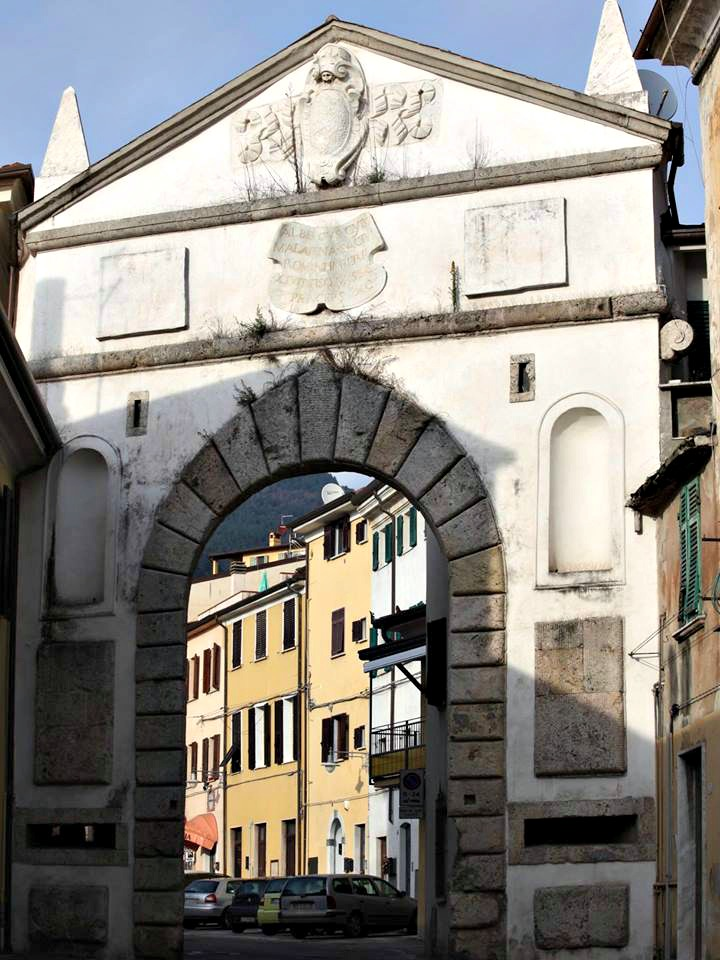
Das Stadttor Porta Martana
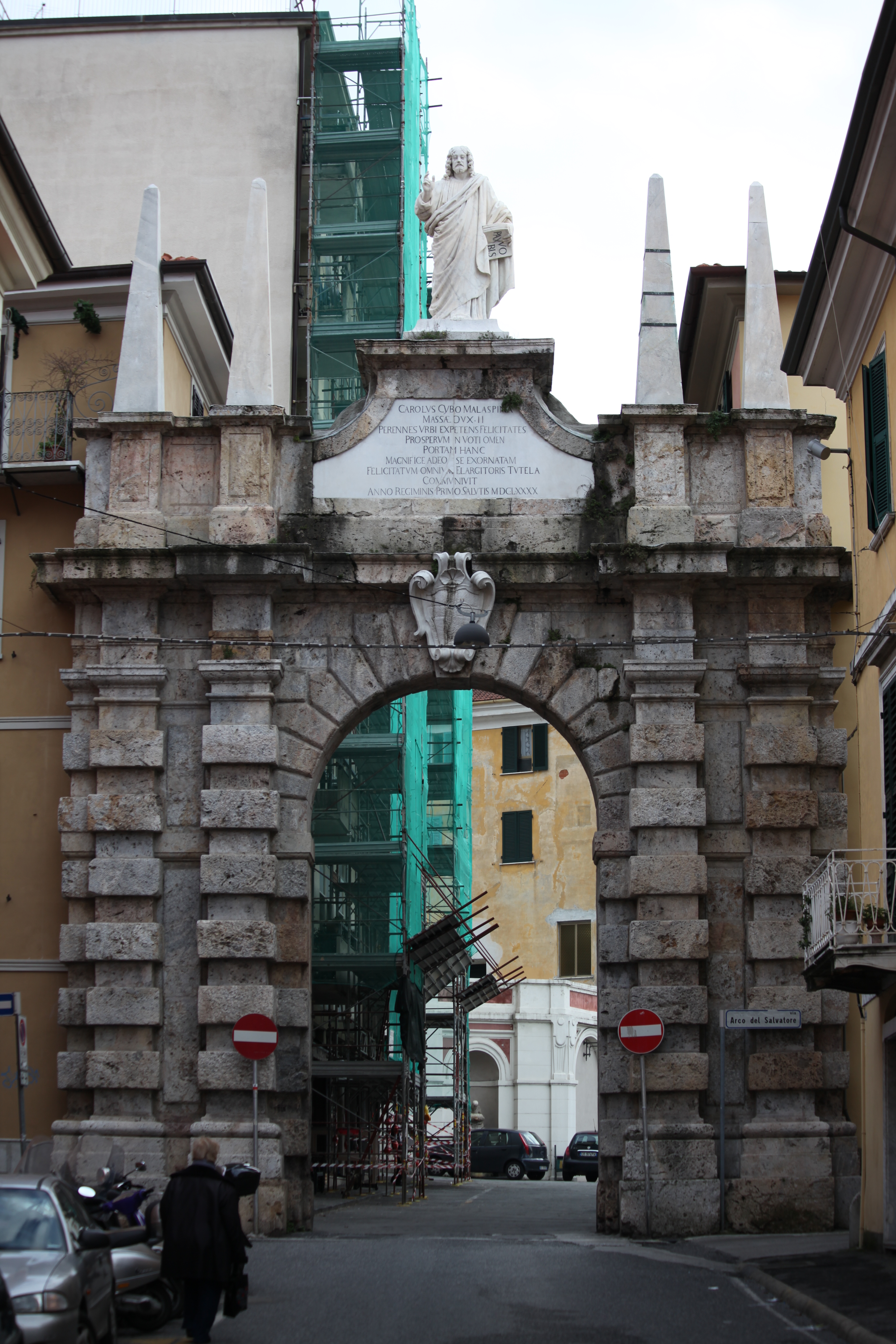
Das Stadttor Porta del Salvatore

## Kultur
Die Nationale Esperanto-Bibliothek Italiens wurde 1972 gegründet. Seit 1994 ist sie öffentlich nutzbar.

## Sport
Marina di Massa war 1988, 1996 und 2007 Etappenziel des Giro d’Italia.
Der Verein U.S. Massese 1919 spielt in der viertklassigen Serie D. Heimstätte des Vereins ist das Stadio degli Oliveti (Lage) mit einer Kapazität von 11.500 Zuschauern. Die Fans pflegen freundschaftliche Beziehungen zu den Ultras von Rot-Weiß Erfurt.

## Wirtschaft
Massa ist neben der Region von Carrara Hauptplatz für den toskanischen Marmorabbau.

## Verkehr
Die schmale Ebene zwischen den Apuanischen Alpen und dem Mittelmeer war schon immer ein wichtiger Verkehrsweg an der italienischen Westküste. Hier verlief die römische Via Aurelia, die heutige Staatsstraße 1. Im 19. Jahrhundert wurde die Bahnstrecke Pisa–Genua gebaut. Auch die Autobahn A12 führt durch Massa. Ganz in der Nähe befindet sich der Flugplatz Massa-Cinquale für die allgemeine Luftfahrt.

## Partnerstädte

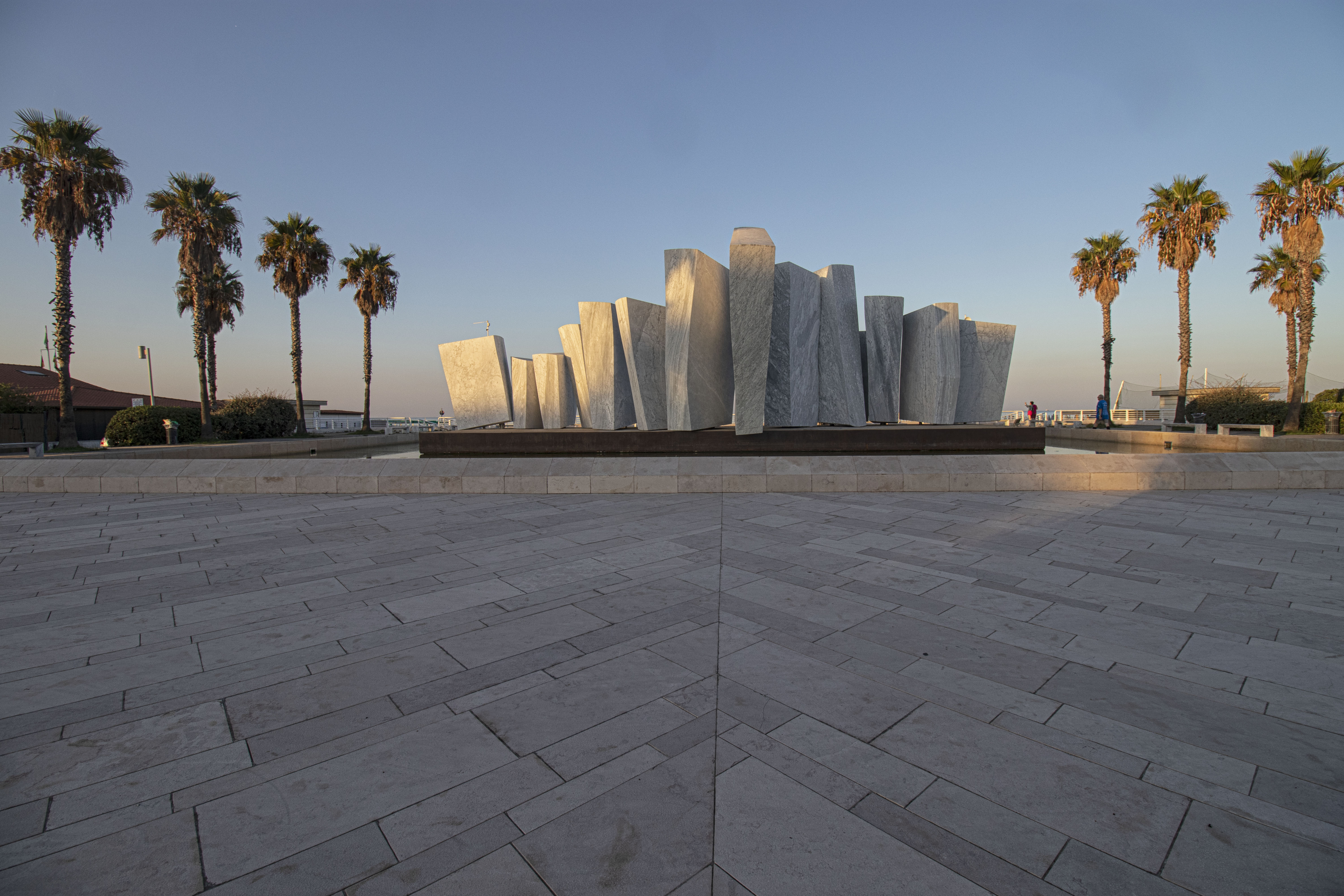
Das "Piazza Bad Kissingen" in Massa

- Bad Kissingen in Deutschland, seit 1960
- Vernon in Frankreich
- Nowy Sącz in Polen, seit 2007

Bad Kissingen und Vernon unterhalten ebenfalls miteinander eine Partnerschaft.

## Persönlichkeiten
- Eleonora Cybo (1523–1594), Schriftstellerin
- Francesco Colombini (1588–1671), Komponist des Barock und Domherr
- Johann Brunetti (1646–1703), Titularbischof von Lacedaemonia sowie Weihbischof in Breslau
- Camillo Cibo (1681–1743), Kardinal
- Pietro Alessandro Guglielmi (1728–1804), Komponist
- Silvio Baldini (* 1958), Fußballtrainer
- Alberico Evani (* 1963), Fußballspieler und -trainer
- Giovanni Francini (* 1963), Fußballspieler
- Roberto Mussi (* 1963), Fußballspieler
- Andrea Coda (* 1985), Fußballspieler
- Anna-Giulia Remondina (* 1989), Tennisspielerin
- Andrea Manfredi (1992–2018), Radrennfahrer
- Nicolò Zaniolo (* 1999), Fußballspieler
- Samuele Ceccarelli (* 2000), Sprinter